# La Première Légion
La Première Légion est un téléfilm français de Gilbert Pineau (d'après la pièce de théâtre d'Emmet Lavery), diffusé le samedi 9 février 1963 sur RTF.

## Thème
Adaptation pour la télévision d'un succès théâtral créé en 1938, la dramatique se déroute entièrement dans un collège de jésuites, et est consacré au pouvoir de la foi et ses rapports avec le miracle. Pour le critique Jacques Siclier, la description des jésuites échappe aux clichés habituels,.

## Synopsis
Le titre, La Première Légion, pour «la première légion de Dieu», évoque la Compagnie de Jésus, c'est-à-dire les jésuites. L'action se déroule en effet dans un collège de Jésuites américain au début du XXe siècle. Deux évènements agitent les esprits de cette communauté : le retour des Indes d'un de ses membres et la guérison miraculeuse d'un autre membre, paralysé depuis plusieurs années. Cette guérison est attestée par le docteur Morell, un athée médecin de la communauté. Le Père Ahren, bien que sceptique sur les faits, est désigné pour défendre ce miracle devant la curie. Mais il apprend que la guérison est scientifiquement explicable et que le docteur Morell n'a appuyé la thèse du miracle que pour nuire à la crédibilité de la communauté religieuse.

## Fiche technique
- Réalisation : Gilbert Pineau
- Adaptation : Jean Silvain, d'après Emmet Lavery
- Présentation : Pierre Sabbagh
- Photographie : Lucien Billard
- Décors : Georges Levy
- Durée : 1h43
- Pays :  France
- Date de diffusion : 9 février 1963 sur la RTF

## Distribution
- Roger Van Mullem : le recteur Paul Duquesne
- Georges Rollin : docteur Pierre Morell
- André Charpak : vice-recteur Charles Keene
- Jacques Lalande : père Robert Stuart
- Henri Nassiet : père Edouard Quatermann
- Jean Négroni : père Ahern
- Jean Farrez : père Tom Rawleigh
- Robert Etcheverry : père Jean Fulton
- Jean-Paul Moulinot : monseigneur Michel Carey
- Jean-Louis Allibert : père José Sierra
- Dominique Rozan : Jimmy